# Allotinus
Allotinus is een geslacht van vlinders uit de onderfamilie Miletinae van de familie Lycaenidae.

## Soorten
- A. acassarensis Holland
- A. albatus Felder, 1865
- A. alkamah Distant, 1886
- A. anaxandridas Fruhstorfer, 1917
- A. aphocha Kheil, 1884
- A. aphthonius Fruhstorfer, 1915
- A. apus De Nicéville, 1895
- A. arrius Fruhstorfer, 1914
- A. audax Druce, 1895
- A. borneensis Moulton, 1911
- A. caesemius Fruhstorfer, 1917
- A. caudatus Smith, 1893
- A. continentalis Fruhstorfer, 1913
- A. corbeti Eliot, 1956
- A. davidis Eliot, 1959
- A. dilutus Corbet, 1939
- A. dositheus Fruhstorfer, 1914
- A. eupalion Fruhstorfer, 1914
- A. eurytanus Fruhstorfer, 1913
- A. fabius (Distant, 1887)
- A. fallax Felder, 1865
- A. felderi Semper, 1889
- A. infumata Fruhstorfer, 1913
- A. kalawarus Ribbe, 1926
- A. leogoron Fruhstorfer, 1915
- A. macassarensis (Holland, 1891)
- A. maitus Fruhstorfer, 1914
- A. major Felder, 1865
- A. martinus Fruhstorfer, 1913
- A. melos (Druce, 1896)
- A. mendax Boisduval
- A. molionides Fruhstorfer, 1913
- A. moorei (Druce, 1895)
- A. multistrigatus de Nicéville, 1886
- A. myriandus Fruhstorfer, 1913
- A. niceratus Fruhstorfer, 1913
- A. nicholsi Moulton, 1911
- A. nigritus (Semper, 1889)
- A. nivalis (Druce, 1873)
- A. obscurus Röber, 1886
- A. paetus (de Nicéville, 1895)
- A. pamisus Fruhstorfer, 1914
- A. panormis Elwes, 1892
- A. parapus Fruhstorfer, 1913
- A. porriginosus Toxopeus, 1932
- A. portunus (de Nicéville, 1895)
- A. punctatus (Semper, 1889)
- A. pyxus (de Nicéville, 1895)
- A. sarastes Fruhstorfer, 1913
- A. similis Kirby, 1890
- A. strigatus Moulton, 1911
- A. substrigosa (Moore, 1884)
- A. subviolaceus Felder, 1865
- A. suka Piepers & Snellen, 1918
- A. taras (Doherty, 1889)
- A. unicolor Felder, 1865
- A. waterstradti (Druce, 1895)
- A. zitema Fruhstorfer, 1915